# Boatpeople

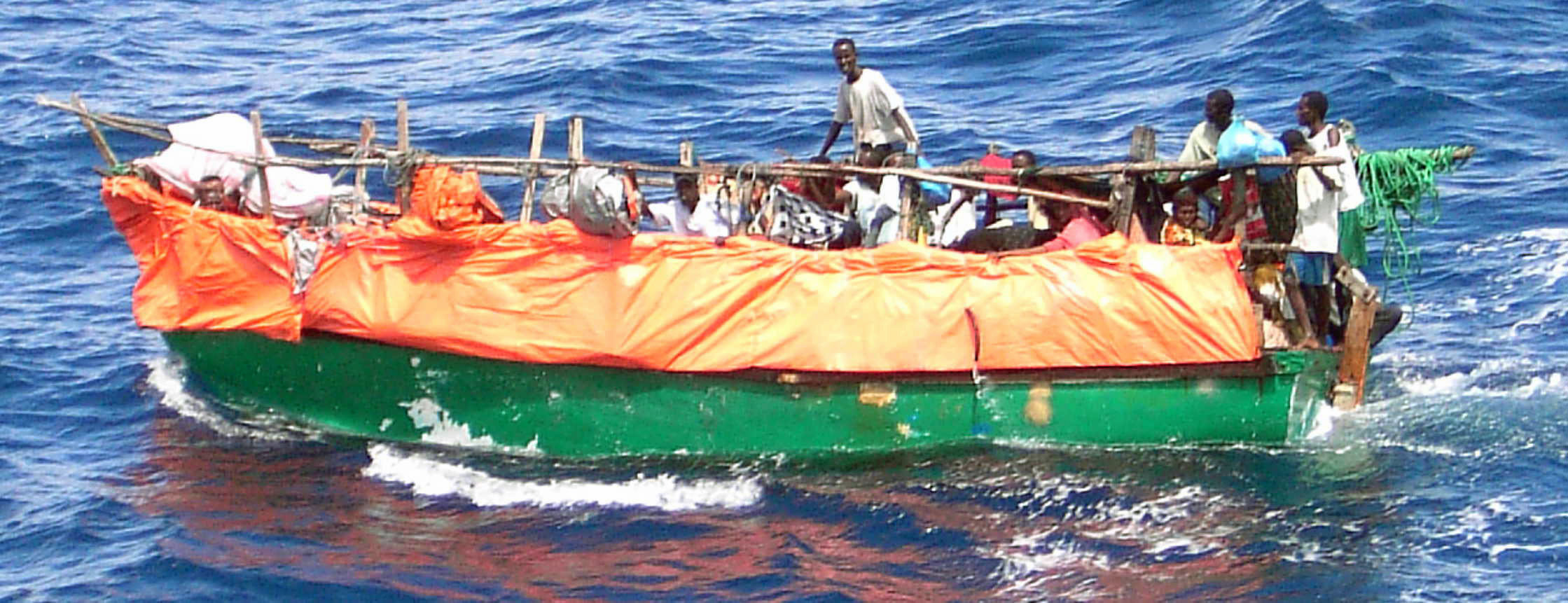
Somalisches Flüchtlingsboot im Indischen Ozean

Unter dem Begriff Boatpeople (englisch „boat people“ für Bootsmenschen), deutsch Bootsflüchtlinge, versteht man ursprünglich die in der Folge des Vietnamkrieges in Südostasien geflohenen Menschen meist vietnamesischer Herkunft. Heute wird er auch für Personen in anderen Weltregionen verwendet, die in Booten fliehen. Solche Fluchten werden meist mit ungeeigneten und überladenen Booten unternommen. Die Ursachen von Bootsflucht reichen heute, wie bei jeder Flucht, von individueller Verfolgung – die eine Person im rechtlichen Sinne als Flüchtling qualifiziert – über allgemeine Unsicherheit und bewaffnete Konflikte bis hin zur Suche nach besseren Lebensbedingungen (siehe Flüchtlingsstrom und Wirtschaftsflüchtling).
Der Begriff Boatpeople wurde in den 1970er Jahren aus dem US-amerikanischen Sprachgebrauch übernommen.

## Südostasien in den 1970ern und 1980ern

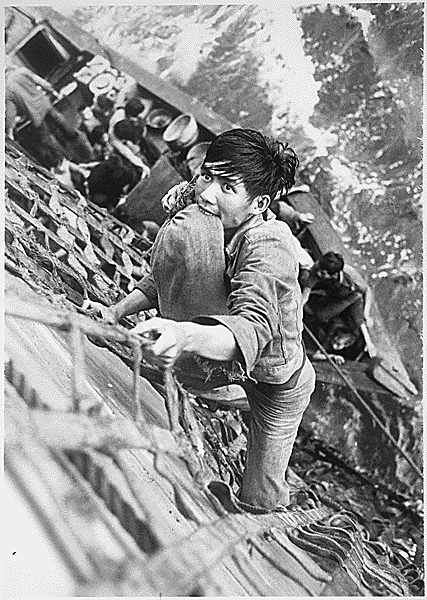
Rettung vietnamesischer Boatpeople durch ein Schiff der US-Marine (1979)

Der Vietnamkrieg endete am 30. April 1975 mit dem Sieg des kommunistischen Nordvietnams und der Wiedervereinigung Vietnams am 2. Juli 1976, unter der Führung Nordvietnams. Menschen, die zuvor die Regierung der Republik Vietnam unterstützt hatten, wurden in Umerziehungslager eingewiesen oder in „Neue Ökonomische Zonen“ umgesiedelt. Schätzungsweise 2,5 Millionen Personen wurden meist ohne jeden Grund oder für die Tätigkeit in amerikanischen Unternehmen inhaftiert, aber schnell wieder freigelassen, etwa 165.000 starben in den Umerziehungslagern, Tausende wurden von ihren Wärtern zu Tode gefoltert oder vergewaltigt; etwa 200.000 Südvietnamesen wurden hingerichtet. Dazu kommen etwa 50.000, die in Folge von Zwangsarbeit in den „Neuen Ökonomischen Zonen“ umkamen. An Land war Vietnam jedoch ausschließlich von Staaten umgeben, die sich kaum als Zuflucht eigneten (Kambodscha, Laos, Volksrepublik China). Sehr wahrscheinlich war dies der Grund, warum mehr als 1,6 Millionen Vietnamesen versuchten, per Boot über das Südchinesische Meer (vietnamesisch: „Ostmeer“) ins Ausland zu gelangen. Man nannte diese Menschen Boat People. Im ursprünglichen Sprachraum spricht man genauer von indochinese boat people (indochinesische Bootsflüchtlinge), da der Kriegsschauplatz auch Kambodscha betraf.
Die meisten Boote trugen zwischen 150 und 600 Personen; sie waren immer überladen und baufällig. Oft kenterten die Boote in den unberechenbaren Monsun-Winden oder sie wurden von Piraten angegriffen. Viele dieser Piraten hielten sich auf dem Meer vor Thailand auf, um die Boatpeople zu überfallen. Wegen dieser Risiken wählten die Flüchtlinge zunehmend den längeren Seeweg nach Malaysia, obwohl die Gefahren größer waren. Häufig litten die Flüchtlinge unter Nahrungsmangel, Wasserknappheit und Krankheiten, oder die Sonne verbrannte ihnen den Rücken. Oft erreichten diese Boote die Küste nicht; fast 250.000 Boatpeople fanden im Südchinesischen Meer den Tod. Immer wieder wurden Familien auseinandergerissen und diese fanden sich, wenn überhaupt, erst Jahre später in einer neuen Heimat wieder. Wer diese Strapazen überlebte und an eine Küste Südostasiens gespült wurde, hatte mit weiteren Schwierigkeiten zu kämpfen. Die meisten Boatpeople landeten in geschlossenen Lagern, in denen sie um Asyl in anderen Ländern ersuchen konnten. Oft wurden sie ohne viel Aufsehen mit neuen Vorräten und Wasser wieder auf See geschickt, da die umliegenden Auffanglager hoffnungslos überfüllt waren. Erst Ende der 1980er Jahre ebbte der Flüchtlingsstrom ab, weil immer weniger Boatpeople Aufnahme in Drittländern fanden.
Die USA und Frankreich nahmen wegen ihrer Beteiligung am Vietnamkrieg mit Abstand die meisten Boatpeople auf. Die USA drängten die deutsche Bundesregierung seit 1975, ebenfalls Flüchtlinge aus Vietnam zu akzeptieren. Diese blieb jedoch zurückhaltend. Erst Medienberichte über das überfüllte Flüchtlingsschiff Hai Hong, auf dem rund 2500 Menschen festsaßen, führten im November 1978 dazu, dass vor allem christdemokratische Politiker wie der niedersächsische Ministerpräsident Ernst Albrecht für eine Aufnahme eintraten. Er sorgte dafür, dass 1000 Boatpeople in die Bundesrepublik Deutschland eingeflogen wurden. Ebenso drängte der UN-Flüchtlingskommissar die Bundesregierung 1979 erfolgreich, zunächst 10.000 Flüchtlinge aus Südost-Asien als Kontingentflüchtlinge aufzunehmen. Diese Quote wurde bis 1981 mehrmals erhöht. Ein Grund dafür war, dass von Schiffen mit bundesdeutscher Flagge Gerettete aufgenommen wurden, ein anderer die öffentliche Spenden- und Hilfsbereitschaft in der Bevölkerung.
Einen maßgeblichen Beitrag bei der Rettung der Boat People leistete der deutsche Journalist Rupert Neudeck. Er gründete mit Gleichgesinnten das private Hilfskomitee Ein Schiff für Vietnam. Mit dem Komitee charterten sie den Frachter Cap Anamur und bauten ihn zu einem Hospitalschiff um. Gleichzeitig liefen in der ganzen Bundesrepublik Deutschland Spendenaktionen an, die von großen Medien unterstützt wurden. Mit einem Team aus freiwilligen Technikern, Logistikern, Ärzten und Pflegern an Bord erreichte das Schiff am 13. August 1979 unter seinem Kapitän Klaus Buck das Südchinesische Meer. Schon früh wurde über die Medien bekannt, dass Neudeck nicht nur die Rettung der Flüchtlinge plante, sondern auch für deren Aufnahme in Deutschland sorgen wollte. Dies brachte ihm den Vorwurf ein, dadurch noch mehr Vietnamesen zur Flucht zu ermutigen und die Lage letztlich zu verschlimmern. Es kam zu Konflikten mit den deutschen Behörden, die aber aufgrund des öffentlichen Interesses zu einem Kompromiss führten: Man war seitens der BRD bereit, denjenigen Flüchtlingen Asyl zu gewähren, die direkt von der Cap Anamur aufgenommen wurden, nicht aber denjenigen, die von Schiffen anderer Nationalität bereits gerettet und übergeben wurden. In den ersten drei Jahren wurden über 9500 Bootsflüchtlinge gerettet. Im Juli 1982 beschloss die deutsche Regierung einen Aufnahmestopp. Die Helfer mussten vorübergehend ihre Arbeit einstellen.
Der starke Rückhalt in der deutschen Bevölkerung, die mit ihren Spenden diese Aktion unterstützte und ermöglichte, führte 1982 zur Gründung der Hilfsorganisation Komitee Cap Anamur/Deutsche Notärzte e. V. Nach öffentlichen Protesten und der Intervention von prominenten Unterstützern wie Heinrich Böll, Alfred Biolek und Freimut Duve erlaubte die Bundesregierung wieder die Aufnahme der Flüchtlinge. Die Rettungsaktion wurde noch bis 1986 fortgeführt, wobei rund 1000 weitere Menschen gerettet wurden. Die meisten dieser Flüchtlinge leben heute noch in Deutschland, viele durften im Laufe der Jahre ihre Familienangehörigen nachholen.
Von 1979 bis 1983 engagierten sich auch die beiden Hilfsorganisationen Malteser Hilfsdienst und Johanniter-Unfall-Hilfe im Auftrag der Bundesregierung bei der Betreuung der Boatpeople in Südostasien. Nach der Ankunft bzw. Rettung in Malaysia oder Indonesien wurden die Flüchtlinge in zentralen Lagern untergebracht, in denen sie u. a. betreut und medizinisch versorgt wurden. Über die jeweiligen Botschaften wurden dann Aufnahmeplätze in verschiedenen Ländern organisiert. So wurden z. B. über die deutsche Botschaft in Jakarta monatlich mehrere hundert Flüchtlinge mit Pässen ausgestattet und nach Deutschland geflogen. Eine größere Zahl von Flüchtlingen gelangte über die deutsche Sektion von terre des hommes in deutsche Städte, in denen sie teilweise von Pflegefamilien oder von den örtlichen Arbeitsgruppen der Organisation betreut wurden.

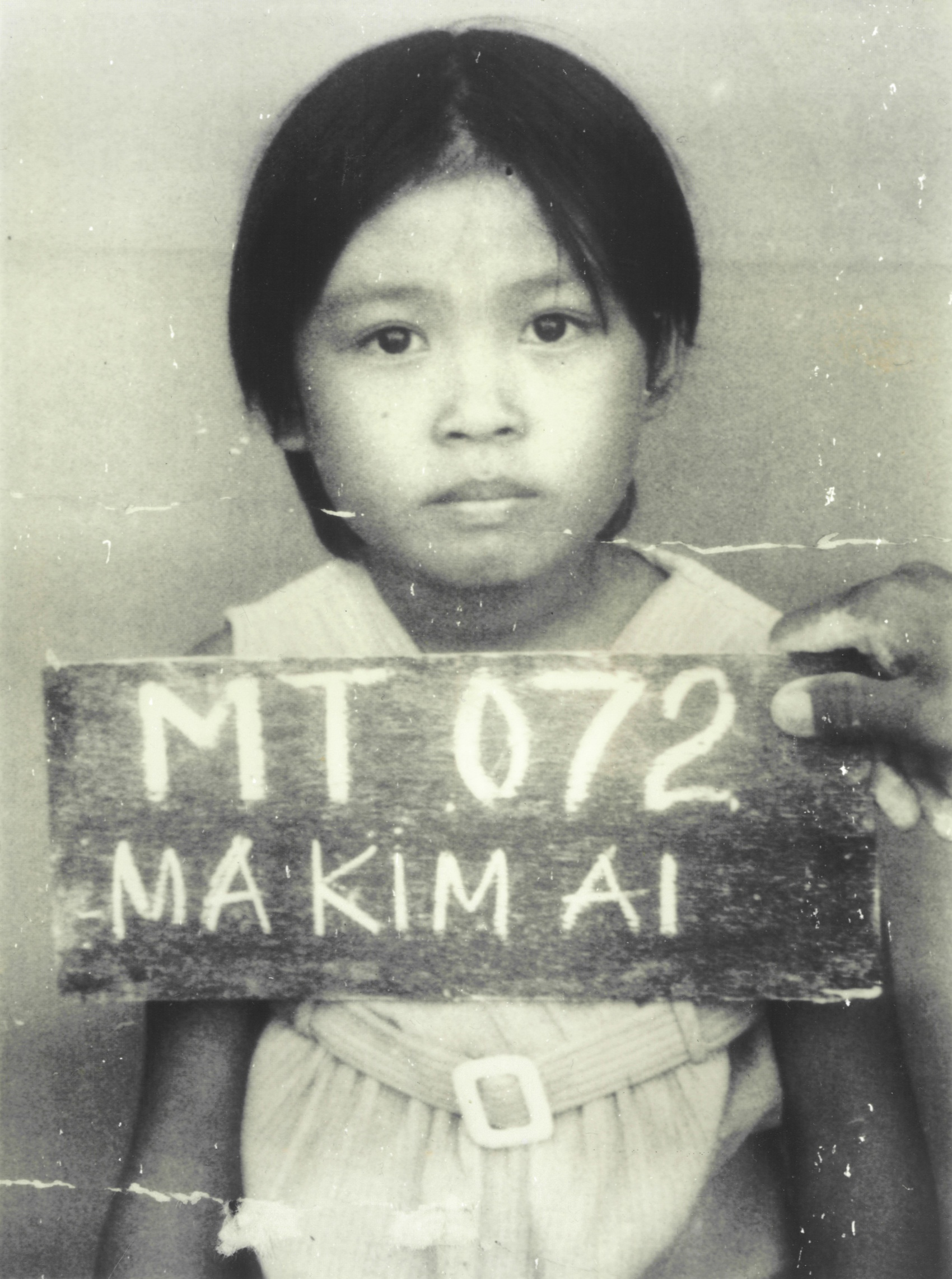
Vietnamesisches Bootsflüchtlingsmädchen in Malaysia (1979)
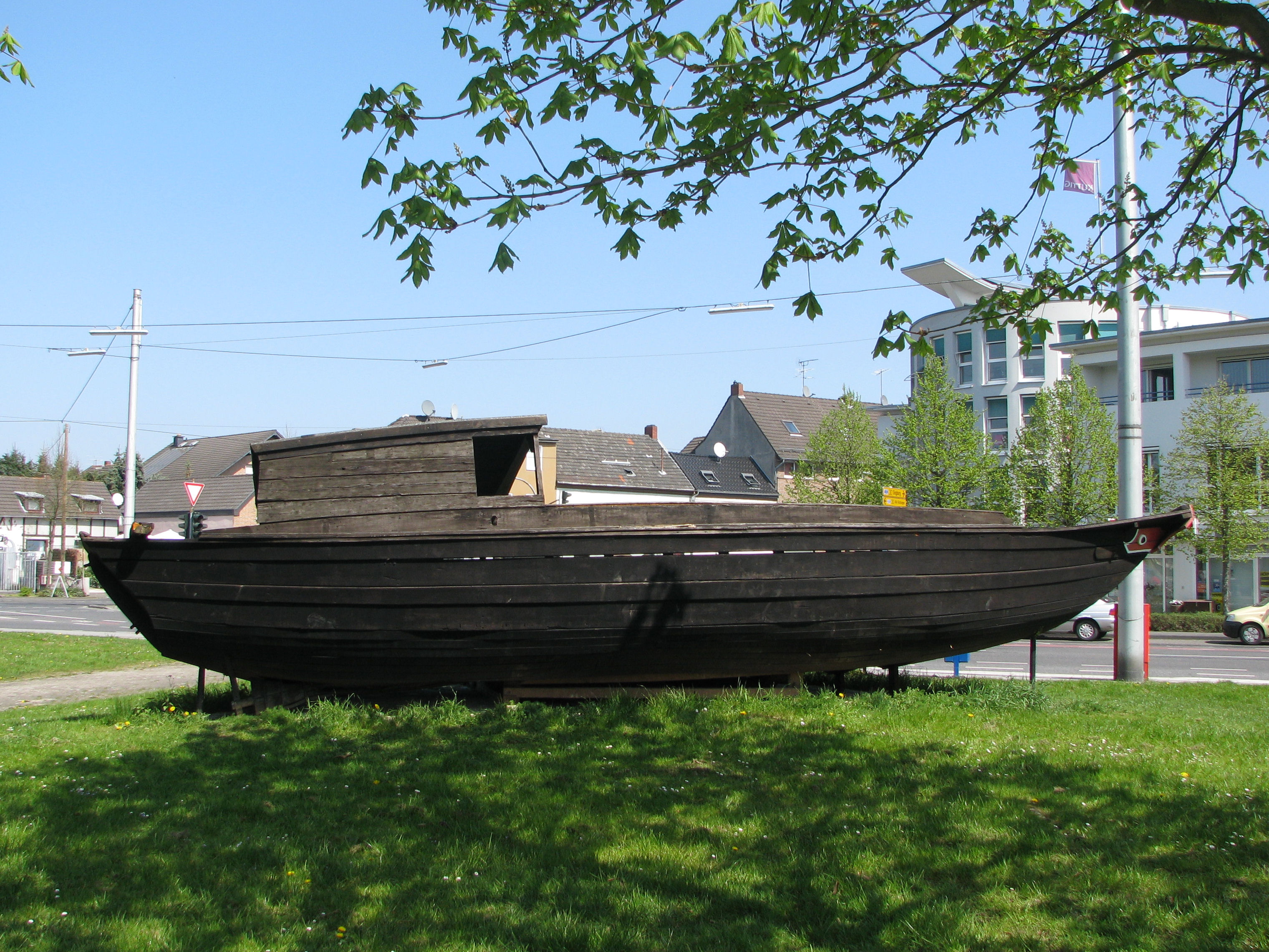
Fluchtboot, das Ende April 1984 von der Cap Anamur im südchinesischen Meer aufgefunden wurde. Heute steht es als Denkmal in Troisdorf
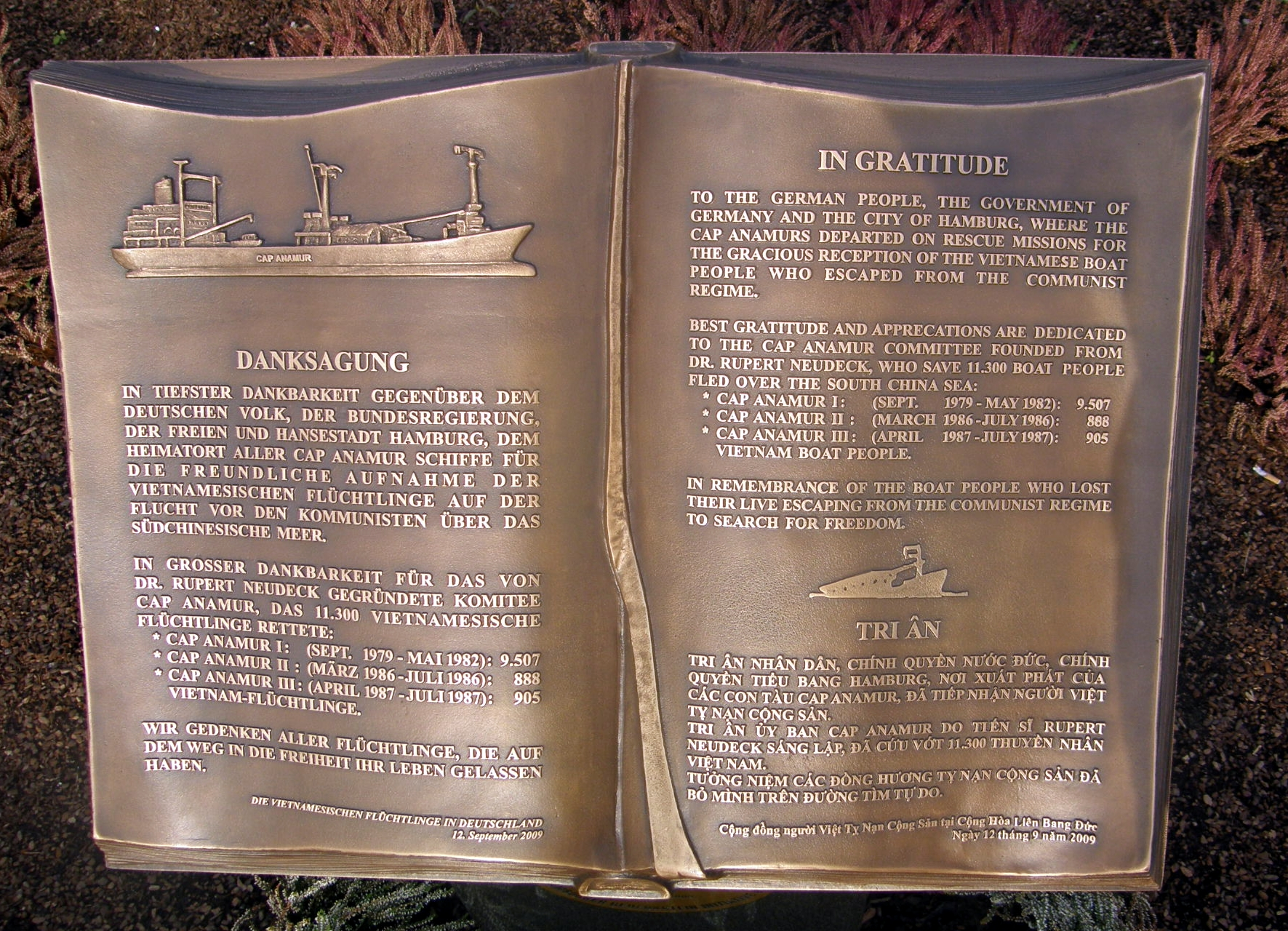
Gedenkstein in Hamburg mit Danksagung der vietnamesischen Flüchtlinge

## Bootsflüchtlinge heute

### Südostasien heute
2015 gab es wieder große Medienaufmerksamkeit für Boatpeople in Südostasien, vor allem Rohingya aus Burma und Migranten aus Bangladesh. Ein Druck auf Burmas Nachbarstaaten entsteht vor allem angesichts der mehr als eine Million Rohingya, die von der Regierung in Naypyidaw nicht als Staatsbürger anerkannt werden und in westlichen Teilen Burmas in Lagern leben. Obwohl die Asean-Länder keine gemeinsame Flüchtlingspolitik haben, entschlossen sich Indonesien und Malaysia im Frühjahr 2015, vorläufig Flüchtlinge aufzunehmen.
Im Juni 2016 feuerten indonesische Polizisten in der Provinz Aceh Warnschüsse ab, um Tamilen daran zu hindern, ihr seeuntüchtiges Flüchtlingsboot zu verlassen und an Land zu gehen. Die indonesischen Behörden rüsteten das Fahrzeug mit Lebensmitteln und Treibstoff aus und begannen es aufs offene Meer schleppen. Man wies die 40 Flüchtlinge an, nicht nach Australien, ihrem erklärten Ziel, weiterzufahren, sondern nach Hause zu fahren.

### Mittelmeer

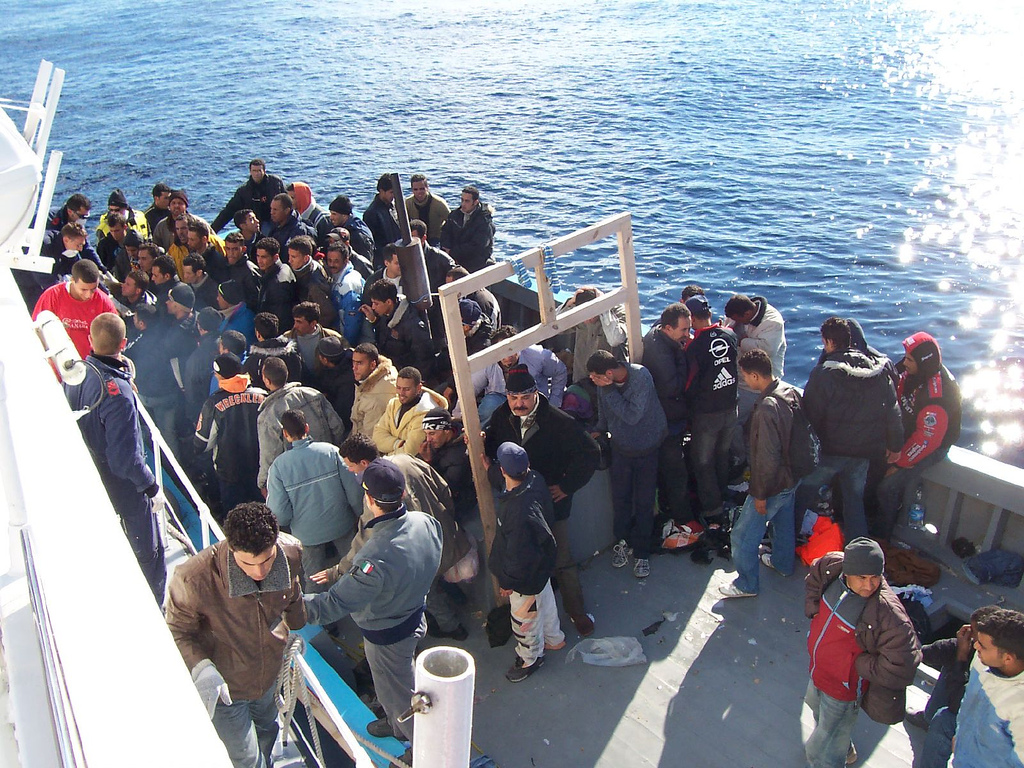
Bootsflüchtlinge im Mittelmeer bei Lampedusa

Die Fälle von Flucht mit hochseeuntauglichen Booten sind nicht auf Südostasien beschränkt. So wird vermutet, dass seit 1992 mehr als 10.000 Bootsflüchtlinge im Mittelmeer ertrunken sind. Hierbei handelt es sich vor allem um Personen aus Afrika, aber auch aus Asien und dem Nahen Osten, die aufgrund von Verfolgung, bewaffneten Konflikten oder Hunger nach Europa gelangen wollen. Sie starten meist von Nordafrika, um Spanien, Malta oder Italien oder von der türkischen Küste um die nahegelegenen ostägäischen Inseln Griechenlands zu erreichen. Eine weitere Route innerhalb des Mittelmeers führt auch von Albanien nach Italien. Die Europäische Union versucht, diese illegale Migration zu unterbinden. Konsequenz daraus war aber, dass afrikanische Bootsflüchtlinge vermehrt den längeren Weg von Westafrika auf die Kanaren auf sich nehmen.
Report Mainz berichtete im Oktober 2009, dass die EU-Grenzagentur Frontex, an der auch Deutschland beteiligt ist und die die Außengrenzen der EU überwachen soll, Flüchtlingsbooten im Mittelmeer die Weiterfahrt unter Gewaltandrohung verweigert haben soll.
Im Zuge der Revolution in Tunesien 2010/2011 nahm die Zahl der auf Lampedusa bzw. Sizilien anlandenden Bootsflüchtlinge stark zu. Während des Bürgerkrieges in Libyen (Februar bis Oktober 2011) setzten viele Libyer ebenfalls nach dort über. Nach Angaben von Hilfsorganisationen sind zwischen 2004 und 2013 mehr als 6200 Bootsflüchtlinge beim Versuch, aus Nordafrika nach Europa zu gelangen, ums Leben gekommen.
Einer der schwersten Unglücksfälle ereignete sich am 3. Oktober 2013, als beim Untergang eines Schiffes vor der Küste Lampedusas ein mit etwa 545 Flüchtlingen aus Somalia und Eritrea beladener 20 Meter langer Kutter sank, der aus der libyschen Hafenstadt Misrata kam. Nach einem Motorschaden steckte nach Zeugenaussagen der Kapitän eine Decke als Notsignal wegen Seenot in Brand. Das Feuer geriet außer Kontrolle. Durch die Panik der dicht gedrängt ohne Bewegungsmöglichkeiten stehenden Passagiere kenterte das Schiff. Die italienische Küstenwache und einheimische Fischer konnten nur 155 Überlebende retten. Schätzungsweise 400 Menschen ertranken. Der tunesische Kapitän wurde wegen mehrfachen vorsätzlichen Totschlags und Havarie festgenommen. Die italienische Staatsanwaltschaft hat gegen die Überlebenden ein Ermittlungsverfahren wegen Illegaler Einwanderung eingeleitet. Dieses Standardvorgehen ist in der italienischen Politik jedoch umstritten.
Von Mitte Oktober 2013 bis Ende Oktober 2014 war die italienische Operation Mare Nostrum bei der Flüchtlingsrettung aktiv, bis die Operation Triton unter Führung von FRONTEX einsetzte.
Die Havarie eines Flüchtlingsbootes im September 2014 war mit vermutlich mehr als 480 Toten das größte Schiffsunglück auf dem Mittelmeer seit 50 Jahren.
Im April 2015 kam es auf einem Flüchtlingsboot zu Gewaltfällen, bei denen Berichten von Bootsinsassen zufolge muslimische Flüchtlinge zwölf christliche Flüchtlinge über Bord warfen. Nach Aussage von Frontex und der Internationalen Organisation für Migration war bis dahin kein derartiger Fall bekannt, allerdings sei Gewalt an Bord ein großes Problem, da Menschen verschiedener Nationalitäten, Religionen und ethnischer Gruppen zusammengepfercht seien, die teils verfeindet seien oder miteinander im Krieg stünden.
Vor der libyschen Küste ging am 12. April 2015 ein Flüchtlingsboot mit ungefähr 550 Menschen an Bord unter; 144 Personen wurden durch die italienische Küstenwache gerettet. Möglicherweise kenterte das Schiff, als sich die Passagiere gleichzeitig auf eine Seite bewegten, als sie die nahende Küstenwache bemerkten.
In der Nacht vom 18./19. April 2015 kenterte zwischen der libyschen Küste und Lampedusa ein Flüchtlingsboot mit mehr als 700 Menschen an Bord; es konnten nur 28 Personen gerettet werden. Die Zahlen sind allerdings noch nicht gesichert. Sollten sie sich bestätigen, so wäre diese Schiffskatastrophe laut der UNHCR-Sprecherin Carlotta Sami „das schlimmste Massensterben, das jemals im Mittelmeer beobachtet wurde.“ Italien forderte hierzu einen EU-Sondergipfel. (Siehe auch: Kritik an der Asyl- und Flüchtlingspolitik der EU.)

### Australien

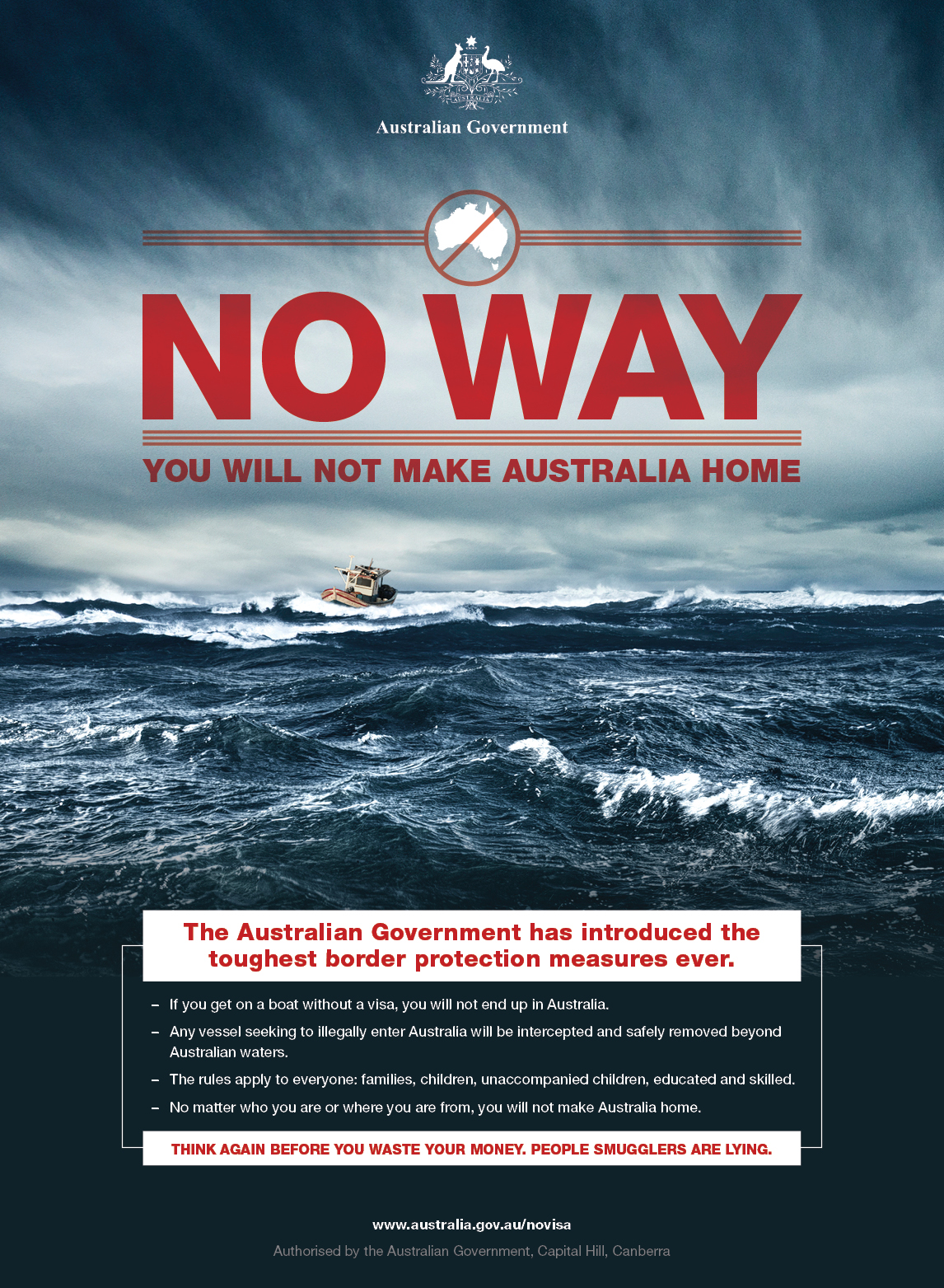
Plakatkampagne gegen die Boatpeople durch die Regierung von Tony Abbott

Auch Australien ist, mit schwankender Häufigkeit, Ziel von Bootsflüchtlingen. Australien betreibt seit 1992 eine rigide Migrationspolitik, bei der Boatpeople nach ihrer Ankunft in Einwanderungshaft in Internierungslager festgehalten werden. Einer der größten Schiffunfälle ereignete sich im Jahr 2001 als 353 Personen ertranken, als hauptsächlich aus dem Irak stammende Asylsuchende, die von Indonesien nach Australien aufgebrochen waren und ihr Schiff, die SIEV-X, in einem Sturm sank. Im August 2001 entwickelte sich in der so genannten Tampa-Affäre ein diplomatischer Konflikt zwischen Australien und Norwegen. Die damalige australische Koalitionsregierung von Liberal Party und National Party unter dem Premierminister John Howard weigerte sich 438 Boatpeople aufzunehmen, die der norwegische Frachter Tampa von einem nicht mehr seetüchtigen Holzboot aus Indonesien innerhalb internationaler Gewässer unweit der australischen Seegrenzen an Bord genommen hatte. Der Vorfall führte dazu, dass Australien eine strikte Einwanderungshaft für Boatpeople einführte, die bis heute angewendet wird.
Zwischen 2007 und 2013 erreichten nach Regierungsangaben rund 50.000 Asylsuchende das Land. Die nationalliberale Regierung unter Tony Abbott von der Liberal Party, die 2013 an die Macht kam, verschärfte die restriktive Zuwanderungspolitik weiter und ließ Boote von potentiellen Flüchtlingen schon weit vor der Küste aufbringen und entweder nach Indonesien zurückschicken oder in die Internierungslager Manus Regional Processing Centre auf Papua-Neuguinea und Nauru Regional Processing Centre auf Nauru in Einwanderungshaft bringen. Selbst anerkannte Flüchtlinge haben nach der Gesetzeslage keine Berechtigung, sich von diesen Inseln auf das australische Festland zu begeben. Zwischen 2013 und 2015 hat die Regierung nach eigenen Angaben 20 Boote mit 633 Passagieren zurückgeschickt. Weitere 46 Flüchtlinge aus Vietnam wurden nach Verhandlungen mit der vietnamesischen Regierung zurückgeführt. Meldungen, Australien habe Schlepper mit Geld bestochen, um mit ihren Booten zurück nach Indonesien zu fahren, sorgten im Juni 2015 für diplomatische Spannungen zwischen den Staaten.
Australiens Premierminister Tony Abbott empfahl angesichts der Flüchtlingskrise in Europa 2015 Europa seine Flüchtlingspolitik als Vorbild. Auch sein Nachfolger Malcolm Turnbull von der Liberal Party, der im September 2015 an die Macht kam, setzt diese Politik fort.
Eine Besonderheit bezüglich Indonesien ist, dass in dieses Land zurückgeschickte, ursprünglich aus anderen Staaten stammende Flüchtlinge dort unter Umständen zwar kein Recht auf Asyl haben, aber auch nicht in unmittelbarer Lebensgefahr sind. Dies ist anders als bei den Mittelmeerflüchtlingen, da in Libyen von einer unmittelbaren Gefahr für Leib und Leben ausgegangen wird.
→ Siehe auch: Migrations- und Asylpolitik Australiens

### Weitere Regionen

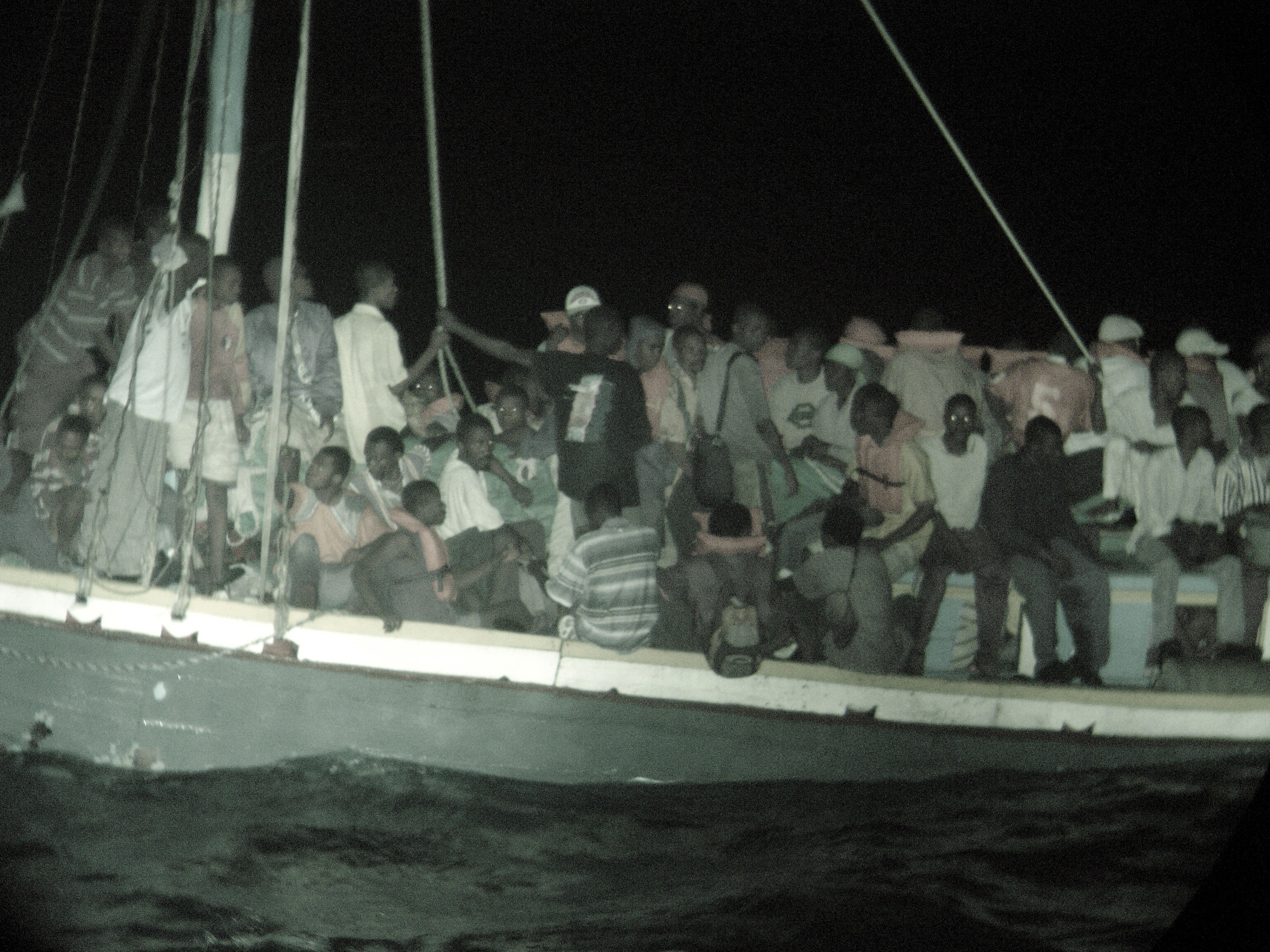
Bootsflüchtlinge aus Haiti

Aus Myanmar (Burma) und Bangladesch versuchen Bootsflüchtlinge, nach Thailand zu gelangen; Anfang 2009 wurde bekannt, dass die thailändische Marine Hunderte aufgegriffene Rohingya-Bootsflüchtlinge aufs offene Meer zurückgeschickt hat.
Weitere Routen von Bootsflüchtlingen weltweit führen etwa von Kuba und Haiti in die Vereinigten Staaten oder von den Komoren auf die benachbarte, Frankreich unterstehende und wohlhabendere Insel Mayotte.
Aus Kuba fliehen jährlich einige Tausend Menschen über das offene Meer, bevorzugt in die nur 150 km entfernten Vereinigten Staaten, aber auch zum Beispiel nach Mexiko mit teilweise abenteuerlichen Bootskonstruktionen, was ihnen den Spitznamen Balseros (span. für Flößer) einbrachte. Zwei größere solche Fluchtbewegungen sind in die Geschichte eingegangen: Zum einen das Mariel Boatlift im Jahre 1980, als innerhalb weniger Monate insgesamt 125.000 Kubaner in Richtung Florida flüchteten, zum anderen 1994, als sich im Rahmen der sogenannten Balsero-Krise wiederum innerhalb kurzer Zeit zehntausende Kubaner auf den Weg über das Meer in die Vereinigten Staaten machten.
Als besonders gefährlich gilt die Route von Boosaaso über den Golf von Aden nach Jemen, die von Kriegs- und Armutsflüchtlingen aus Somalia und Äthiopien benutzt wird. Im Juli 2011 starben fast 200 Menschen bei einer versuchten Überquerung des Roten Meers von Sudan nach Saudi-Arabien, als auf ihrem Schiff ein Feuer ausbrach. Ein Unglück dieses Ausmaßes war zu diesem Zeitpunkt auf dieser Strecke ein Novum, es wurde daher als Indiz dafür gewertet, dass die zuvor üblichen Fluchtrouten von Ostafrika nach Europa und in den Nahen Osten nicht mehr als passierbar gelten.

## Boatpeople aus dem Blickwinkel der Wissenschaft
Die südostasiatischen Boatpeople wurden auch aus wissenschaftlicher Perspektive betrachtet, um anhand ihrer Lebensgeschichten das Phänomen der Resilienz näher zu beleuchten. Caplan leistete hier den bedeutendsten Beitrag. Er untersuchte die Familien vietnamesischer Bootsflüchtlinge und stellte fest, dass sie starke Familienwerte hatten. Bildung wurde von den Bootsflüchtlingen besonders hoch bewertet; so erklärt es sich auch, dass viele ihrer Kinder überdurchschnittliche Schulleistungen erbrachten. Im europäischen Kontext hat der Erziehungswissenschaftler Olaf Beuchling den Integrationsprozess vietnamesischer Flüchtlinge in Deutschland in seiner qualitativen Studie Vom Bootsflüchtling zum Bundesbürger. Migration, Integration und schulischer Erfolg in einer vietnamesischen Exilgemeinschaft untersucht. Auch er betont die Bedeutung kultureller Werte, bringt sie aber mit den Erlebnissen der Flüchtlinge und ihrer Biographie in Zusammenhang.

## Fernsehreportage
- Flucht in den Tod. Das Meer, das Dorf und das Schweigen – eine Schiffskatastrophe vor Sizilien; Fernsehdokumentation von Marc Wiese und Karl Hoffmann; 10. Juli 2005 auf ARTE.
- Loan – ein Mädchen aus Vietnam (1986), dreiteilige Serie über Ngô Thị Bích Loan, BR-Fernsehen

## Romane
- Ryad Assani-Razaki: Iman. Wagenbach, Berlin 2014, ISBN 3-8031-3254-1.[25]
- Pia Klemp: Lass uns mit den Toten tanzen. Maro, Augsburg 2019, ISBN 978-3-87512-491-0.[26]

## Theater
- Das letzte Kleinod (Dokumentarische Inszenierung über die Flucht aus Vietnam)Boat People – Thuyên Nhân (2011). In: das-letzte-kleinod.de. Das Letzte Kleinod GbR, 2011, abgerufen am 31. Mai 2016.